# Miss Universo 1975
Miss Universo 1975, ventiquattresima edizione di Miss Universo, si è tenuta presso il National Gymnasium di San Salvador, il 19 luglio 1975. L'evento è stato presentato da Bob Barker. Anne Marie Pohtamo, Miss Finlandia, è stata incoronata Miss Universo 1975.

## Risultati

### Piazzamenti
| Risultato finale   | Concorrente |
| ------------------ | --- |
| Miss Universo 1975 | - Finlandia - Anne Marie Pohtamo |
| 2ª classificata    | - Haiti - Gerthie David |
| 3ª classificata    | - Stati Uniti - Summer Bartholomew |
| 4ª classificata    | - Svezia - Catharina Sjödahl |
| 5ª classificata    | - Filippine - Rose Marie Singson Brosas |
| Top 12             | - Brasile - Ingrid Budag - Colombia - Martha Lucia Echeverry Trujillo - El Salvador - Carmen Elena Figueroa - Giappone - Sachiko Nakayama - Inghilterra - Vicki Harris - Irlanda - Julie Ann Farnham - Israele - Orit Cooper |

### Riconoscimenti speciali
| Riconoscimento        | Concorrente                                                      |
| --------------------- | ---------------------------------------------------------------- |
| Best National Costume | - Guatemala - Emy Elivia Abascal                                 |
| Miss Congeniality     | - Trinidad e Tobago - Christine Mary Jackson                     |
| Miss Photogenic       | - Colombia - Martha Echeverry - Stati Uniti - Summer Bartholomew |

## Concorrenti
- Argentina - Rosa Del Valle Santillan
- Aruba - Martica Pamela Brown
- Australia - Jennifer Matthews
- Austria - Rosemarie Holzschuh
- Bahamas - Sonia Chipman
- Belgio - Christine Delmelle
- Belize - Lisa Longsworth
- Bermuda - Donna Louise Wright
- Bolivia - Jacqueline Gamarra Sckett
- Brasile - Ingrid Budag
- Canada - Sandra Margaret Emily Campbell
- Cile - Raquel Argandona
- Colombia - Martha Lucia Echeverri Trujillo
- Corea del Sud - Seo Ji-hye
- Costa Rica - Maria De Los Angeles Picado Gonzalez
- Curaçao - Jasmin Fraites
- Danimarca - Berit Fredriksen
- Ecuador - Ana Maria Wray Salas
- El Salvador - Carmen Elena Figueroa
- Filippine - Rose Marie Singson Brosas
- Finlandia - Anne Marie Pohtamo
- Francia - Sophie Sonia Perin
- Galles - Georgina Kerler
- Germania - Sigrid Silke Klose
- Giamaica - Gillian Louise Annette King
- Giappone - Sachiko Nakayama
- Grecia - Afroditi Katsouli
- Guam - Deborah Lizama Nacke
- Guatemala - Emy Elivia Abascal
- Haiti - Gerthie David
- Hong Kong - Mary Cheung
- India - Meenakshi Kurpad
- Indonesia - Lydia Arlini Wahab
- Inghilterra - Vicki Harris
- Irlanda - Julie Ann Farnham
- Islanda - Helga Eldon Jonsdottir
- Isole Vergini Americane - Julia Florencia Wallace
- Israele - Orit Cooper
- Italia - Diana Salvador
- Jugoslavia - Lidija Vera Manić
- Libano - Souad Nakhoul
- Liberia - Aurelia Sancho
- Lussemburgo - Marie Therese Manderschied
- Malaysia - Alice Cheong
- Malta - Frances Pace Ciantar
- Marocco - Salhi Badia
- Mauritius - Nirmala Sohun
- Messico - Delia Servin Nieto
- Micronesia - Elena Delunger Tomokane
- Nicaragua - Alda Maritza Sanchez
- Nuova Zelanda - Barbara Ann Kirkley
- Paesi Bassi - Linda Adriana Snippe
- Panama - Anina Horta Torrijos
- Paraguay - Susana Beatriz Vire Ferreira
- Perù - Olga Lourdes Berninzon Devéscovi
- Porto Rico - Lorell Del Carmen Carmona Juan
- Rep. Dominicana - Milvia Troncoso
- Samoa Americane - Darlene Schwenke
- Scozia - Mary Kirkwood
- Singapore - Sally Tan
- Spagna - Chelo Martin Lopez
- Sri Lanka - Shyama Hirarnya Algama
- Stati Uniti - Summer Robin Bartholomew
- Sudafrica - Gail Anthony
- Svezia - Catharina Sjödahl
- Svizzera - Beatrice Aschwanden
- Thailandia - Wanlaya Thonawanik
- Trinidad e Tobago - Christine Mary Jackson
- Turchia - Sezin Topcuoglu
- Uruguay - Evelyn Rodriguez
- Venezuela - Maritza Pineda Montoya